# Eopelecinus
Eopelecinus (лат.) — ископаемый род мелких наездников из семейства Pelecinidae (Proctotrupoidea). Известно более 20 ископаемых видов. Меловой период: Китай (Аптский ярус), Монголия (Валанжинский ярус), Мьянма (Бирманский янтарь), Россия (Формация Заза, апт).

## Описание
Мелкие перепончатокрылые наездники; длина 1—2 см. Усики из 13 или 14 члеников; первый членик жгутик отчетливо короче, чем суммарная длина скапуса и педицеля. Переднее крыло только с двумя жилками (C и R), жилка R прямая или слегка изгибается кзади, птеростигма узкая и удлиненная, сужающаяся до точки у переднего края крыла. Метасома стройная, видны 8 сегментов; первый-четвертый метасомальные сегменты трапециевидные, отчетливо сужены в базальной части и вздуты дистально; пятый шестой метасомальные сегменты сужены базально.

## Систематика
Известно более 20 ископаемых видов. Род был впервые описан в 2002 году группой китайских и российского энтомологов (Zhang H.C., Rasnitsyn A.P., Zhang J.F.) по ископаемым материалам из Китая. Род Eopelecinus включен в состав семейства Pelecinidae на основании экстремально упрощённого жилкования крыльев и обвчно трубчатого первого метасомального сегмента. Eopelecinus обнаружен отложениях мелового периода: Китай (Jiufotang Formation, Аптский ярус), Монголия (Tsagaantsav Formation, Валанжинский ярус), Мьянма (Бирманский янтарь), Россия (Формация Заза, апт). В 2023 году Eopelecinus diminutivum был описан по самке и самцу из бирманского янтаря. Это первый экземпляр мужского пола, когда-либо идентифицированный в рамках Eopelecinus. В 2024 году по самцам был описан вид Eopelecinus strangulatus. До сих пор этот род был задокументирован исключительно в меловых компрессионных окаменелостях.
- †Eopelecinus diminutivum Uchida, 2023[4]
- †Eopelecinus eucallus Zhang, 2005
- †Eopelecinus exquisitus Zhang & Rasnitsyn 2004[5]
- †Eopelecinus fragilis Zhang and Rasnitsyn, 2004
- †Eopelecinus giganteus Zhang, 2005[3]
- †Eopelecinus huangi Liu et al., 2011[6]
- †Eopelecinus inopinatus Jouault et al., 2020[7]
- †Eopelecinus laiyangicus Zhang, 2005[3]
- †Eopelecinus leptaleus Zhang, 2005
- †Eopelecinus hodoiporus Zhang, 2005
- †Eopelecinus eucallus Zhang, 2005
- †Eopelecinus marechali Jouault, 2021[8]
- †Eopelecinus mesomicrus Zhang, 2005
- †Eopelecinus minutus Zhang and Rasnitsyn, 2004
- †Eopelecinus pusillus Zhang, 2005[3]
- †Eopelecinus rudis Zhang & Rasnitsyn, 2004
- †Eopelecinus scorpioideus Zhang & Rasnitsyn, 2004[5]
- †Eopelecinus shangyuanensis Zhang et al., 2002
- †Eopelecinus similaris Zhang et al., 2002
- †Eopelecinus strangulatus Wang, Shih and Gao, 2024
- †Eopelecinus tumidus Liu et al., 2011[6]
- †Eopelecinus vicinus Zhang et al., 2002
- †Eopelecinus yuanjiawaensis Duan & Cheng, 2006[9]